# Joseph-Jacques Ramée
Joseph-Jacques Ramée (26. april 1764 i Charlemont – 18. maj 1842 i Beaurains) var en fransk arkitekt og havearkitekt virksom under klassicismen. Igennem livet nåede han at arbejde i Frankrig, Tyskland, Danmark, Belgien og USA. Hans væsentligste indsats fandt sted som havearkitekt i Hamborg og omegn omkring 1800, men også som designer af landsteder gjorde han sig bemærket.

## Kunsthistorisk baggrund
I 1700-tallet var det ikke usædvanligt, at arkitekter og kunstnere arbejdede i forskellige lande. Alligevel er Ramées karriere forbløffende. I løbet af sit liv nåede han at arbejde i Frankrig, Tyskland, Danmark, Belgien og USA. Han må have været i stand til hurtigt at finde arbejde og etablere nye kontakter til kunder i de områder, hvor han slog sig ned.
Da Ramée blev uddannet, havde moden skiftet fra rokoko til klassicisme. Netop Paris var centrum for dette skift, der indebar en renselse af arkitekturens formsprog. Både barok og rokoko havde stadig antikkens elementer i sig, bl.a. søjleordenerne, men klassicismen medførte en bevidst søgen efter et formsprog, der i højere grad mimede antikkens græske og romerske arkitektur. Den såkaldte franske revolutionsarkitektur, anført af Étienne-Louis Boullée og Claude-Nicolas Ledoux, markerede en begejstring for geometriens rene former – kubus, pyramide og kugle.
Dette var baggrunden for Ramées uddannelse, og han blev oplært i de klassicistiske dyder. Som lærer havde han François-Joseph Bélanger, der mente, at Ramée var på sporet af "en mere vidtgående renselse" af arkitekturen. Ved siden at den klassicistiske hovedstrømning eksperimenterede Ramée med stilarter fra andre kulturer, heriblandt gotikken, samt ægyptisk og kinesisk arkitektur, der mest kom til at vise sig i mindre huse og i havekunsten.
I 1700-tallet skete samtidig med klassicismen en forandring af havekunsten fra barokkens franskinspirerede formelle have til romantikkens engelskinspirerede pittoreske have. Ramées uddannelse fandt sted netop i overgangsfasen mellem disse havetyper, og han blev eksponent for den have, der kendes som jardin anglo-chinois (anglo-kinesisk have). Han udviklede sin egen havestil, som han anvendte i sine haveprojekter og mangfoldiggjorde i sine bogværker.
Med hensyn til kilder lader de meget tilbage at ønske vedrørende Ramées værk. Kun få af hans værker har overlevet tidens tand, hans egne arkiver er gået tabt, og hans publikationer er blevet bibliofile sjældenheder. I de senere år har en monografi og en antologi om hans produktion kastet lys over hans livsværk.

## Uddannelse i Frankrig
Ramée blev født 1764 i Charlemont i Ardennerne. I 1776 nævnes han som tegner i den franske hærs afdeling i fødebyen. Omkring 1780 begyndte han i Paris sin uddannelse i François-Joseph Bélangers tegnestue. Bélanger var husarkitekt for greven af Artois, broder til kong Ludvig 16. af Frankrig, og var en velkendt udøver af den tidlige klassicisme (Louis Seize) og senere Directoire-stilen. I læretiden lærte Ramée tidens arkitektur, interiørkunst og havekunst grundigt at kende. Formentlig havde han også personlig kontakt til de kendteste repræsentanter for, hvad der senere blev kendt som revolutionsarkitekturen, Étienne-Louis Boullée og Claude-Nicolas Ledoux. Bélanger nævner flere gange Ramée som forbilledlig elev og medarbejder. Fra 1786 arbejdede Ramée for arkitekten Jacques Cellerier, der i 1790 stod for udformningen af festlighederne i forbindelse med den franske revolution ("Fête de la Fedération") på Marsmarken. Formodentlig tegnede Ramée den 25 m høje triumfbue lavet af lærred monteret på træramme.

## I Belgien og Thüringen
På grund af revolutionens stadig mere radikale udtryk flygtede Ramée i 1792 til Belgien, hvor han tjente som hjælpeofficer hos general Charles-François Dumouriez, der på vegne af revolutionsregeringen i Paris bekæmpede den fjendtlige koalition i Belgien og Nederlandene, indtil han selv kom i konflikt med jakobinerne i Paris. Fra 1794 til 1796 opholdt Ramée sig i Thüringen, hvor han fik opgaver for hofferne i de små tyske stater. I Weimar udformede han dele af den engelske have i Ilm, og i Meiningen og Gotha ligeså dele af parkerne. I Gotha projekterede han et omfangsrigt projekt for et klassicistisk landsted med park, der dog ikke kom til udførelse.

## I Hamborg – med afstikkere til København
Ramées ophold i Hamborg fra 1796 til 1810 var den længste tid, han nogensinde tilbragte ét sted og samtidig det mest produktive afsnit af hans karriere. Han arbejdede for velhavende købmand i hansestaden og fik ry som den altoverskyggende havekunstner i Holsten. Hans hovedværker var anlæggene for Georg Friedrich Baur i Blankenese (Baurs Park), for dennes broder Johann Heinrich Baur i Nienstedten (i dag kendt som Elbschlösschen) og for Georg Heinrich Sieveking i Neumühlen (i dag Donners Park).
Baurs Park hører til Ramées væsentligste arbejder. Her skabte arkitekten i overensstemmelse med bygherrens smag en varierende havearkitektur, der bl.a. rummer en monopteros (rundtempel), en spejlgrotte og en udsigtsplatform, hvorfra et panorama over Elben kan nydes, og forbipasserende sejlskibe hilses med kanonsalut. Ud over anlæggene i elbforstæderne skabte Ramée haver i Eppendorf og i Slesvig-Holsten. I en af sine publikationer af litografier, som han udgav i sit livs efterår i 1839, og som viser haveplanerne fra Hamborg, skriver han: "Forfatteren håber at være til nytte for haveliebhavere, idet han tilbyder en serie forskellige motiver, der egner sig for alle områder [...] her kan man finde et egnet motiv for ethvert landskab, som man måtte ønske at omgestalte."
I 1800 grundlagde han sammen med André Masson firmaet Masson & Ramée for at tiltrække velpolstrede kunder, der var interesserede i interiørkunst i nyeste parisiske stil. Ramée stod for den kunstneriske del, mens Masson varetog den finansielle. Firmaet leverede møbler, tapeter, porcelæn og stuk fra Frankrig samt lofts- og vægmalerier efter Ramées udkast til bygninger i Hamborg og Slesvig-Holsten og i København og omegn. En af hans samtidige skrev anerkendende: "Gode valg af mønstre og fin smag" kendetegner denne forretning, ikke mindst i sammenligning med andre, "hvis overflod af kulørte, fremmedartede forsiringer og snørklerier er [...] en smagsfordærvende tendens". Firmaet bestod indtil 1810, hvor Ramée forlod Hamborg.
I 1804 åbnede Hamborgs Børs, der var et af Ramées hovedværker. Gerhard von Hosstrup var initiativtageren, der gav den franske arkitekt opgaven, idet han roste Ramée for "hans sjældne smag og omfanget og aktualiteten af hans ideer". Bag en smal, høj moderne facade, der var indføjet mellem ældre borgerhuse, rummede den nye børs, som Masson & Ramée indrettede, en stor hal, bibliotek, læsesal, billardværelser, koncertsal, spisesal og andre rum. I 1830 blev nabobygningerne erstattet af klassicerende bygninger, men ved Hamborgs store brand i 1842 blev Børsen flammernes bytte.
I 1805 havde Ramée ægtet Caroline Dreyer fra Hamborg. Året efter fik parret en søn, Daniel, der senere skabte sig et navn som arkitekturhistoriker og udgiver af Ledoux' værker.
Men inden sin afsked med Hamborg havde Ramée også bygget en del i København. Via Altona fik han forbindelser i København med de rigeste handelsfolk. For dem byggede han landsteder i Københavns omegn – Conradshøj eller Ordruphøj (nu nedrevet) i 1800 for Peter Erichsen, Sophienholm ved Bagsværd Sø i 1800-1805 for Constantin Brun, Hellerupgård i 1802 for Erich Erichsen (nedrevet i 1954), Frederikslund ved Furesøen i 1804 for Frédéric de Coninck og Øregård i Hellerup i 1806 for Johannes Søbøtker. Herudover indrettede Ramée Erichsens Palæ på Kongens Nytorv i 1800-1802 for Erich Erichsen og udarbejdede et forslag til et nyt teater i Kongens Have. Efter Københavns bombardement forlod han Danmark.
Det er uhyre enkle, ornamentløse og skarptskårne huse, meget franske, men med den inspiration fra engelsk, palladiansk klassicisme, han allerede havde mødt hos læremesteren Bélanger. Som Frederikke Brun udtrykte det: "han elegantiserede Alt". De adskiller sig både fra hans samtidige konkurrent C.F. Hansens landsteder og fra arkitektens tidligere, mere dekorerede arkitekturprojekter i Hamborg-området.
Ramée fik dog trods sin kortvarige popularitet hos handelsaristokratiet og sin uhyre moderne stil knap nogen indflydelse på dansk klassicisme, der fortsatte i sporet fra C.F. Harsdorff og C.F. Hansens eksempler. Først senere, under nyklassicismen i 1920'erne, blev tråden taget op igen; eksempelvis med Edvard Heibergs meget personlige villa på I.H. Mundts Vej i Holte (1924), hvor symmetrien, de nøgne flader og trekantsgavlen står i et klart afhængighedsforhold til Ramées Hellerupgård, mens hjørnevinduerne, de spinkle stålprofiler og betonkonstruktionen indvarsler funktionalismen.

## I USA
Efter et ophold i Frankrig mellem 1810 og 1812 rejste Ramée i juli 1812 til USA, sikkert for at undgå Napoleonskrigenes hærgen, og fordi handelsfolkenes florissante tid ebbede ud. Imidlertid ankom Ramée, da den britisk-amerikanske krig tog sin begyndelse og blev derfor sat til at planlægge fæstningsanlæg i byen Ogdensburg.
Hans flytning til USA var bl.a. inspireret af et bekendtskab med en skotsk forretningsmand fra Hamborg og Antwerpen, David Parish, der i 1805 havde slået sig ned i Philadelphia, Pennsylvania og var blevet rig i stor hast. Ramée bosatte sig ligeledes i Philadelphia og tegnede til at begynde med brugsbygninger til Parish og andre kunder samt haveanlæg med landsteder i staterne New York og Maryland. Hans konkurrenceprojekt for et George Washington-monument i Baltimore blev ikke udført.
I 1813 modtog han sin karrieres største opgave, nybygningen af Union College i Schenectady, New York. Her projekterede han det første åbne universitetscampus, der var udtænkt før Thomas Jeffersons kendte universitet i Charlottesville, Virginia. På et 28 hektar stort areal blev der planlagt et universitet, der skulle være det tredjestørste efter Harvard og Yale. Ramée tegnede et omfattende kompleks af bygninger for lærere og elever omgivet af en landskabshave, og anlægget blev, selvom det af økonomiske grunde ikke blev udført helt efter Ramées ambitioner, et forbillede for senere campusbyggeri i USA.

## Tilbage i Europa
Ramée forlod USA i 1816, da opgaverne ikke flød rigeligt til ham. Hjemvendt bosatte han sig i det sydlige Belgiens industriområde, hvor han udførte vellønnede haveanlæg for rigmænd. Fra 1823 var han tilbage i Paris. Her leverede han forslag til to pladser og til Champs-Elysées og anlagde haver ved Reims og Carlepont ved Noyon.
Derudover udgav han litografiske billeder af sine egne værker: "Jardins irréguliers, maisons de campagne, de tous genres et de toutes dimensions ..." ("Usædvanlige haver og landsteder af alle typer og størrelser...").
Omkring 1830 vendte han tilbage til Hamborg, hvor han blev i længere tid, da han formåede at genoptage mange gamle kontakter. I denne tid producerede han fem haveudkast, der fulgte tidens ændrede smag i retning af romantikken.
Ca. 1837 rejste Ramée tilbage til Paris, hvor han dette år og 1839 atter udgav værker med billeder af sin produktion. I 1839 erhvervede han sammen med en beslægtet familie slottet Château de Beaurains ved Noyon. Efter nogle ombygninger beboede begge familier slottet i 1841, og her døde Ramée den 18. maj 1842. Han blev bisat på den lokale kirkegård i Beaurains.
- Projekt til landsted i Gotha, facade og grundplan (1796)
- Projekt til landsted i Gotha, havefacade og nederste etage (1796)
- Badeværelse i familien Bruns palæ, København
- Plan for Union College i Schenectady (ca. 1813)

## Værker i Danmark
- Store Kongensgade 72, København (1797, tilskrivning, fredet)
- Interiørdekorationer i Erichsens Palæ, Holmens Kanal 2- 8, København (1800-02, malerierne af Pierre-Étienne Lesueur, fredet)
- Haveplan inkl. tempel ved Conradshøj, Ordrup (før 1802, nedrevet)
- Interiørdekoration i Constantin Bruns, senere Moltkes Palæ og nu Håndværkerforeningen, Dronningens Tværgade 2, København (ca. 1802, fredet).
- Hellerupgård, Hellerupgårdsvej 20, Hellerup (1802-03, nedrevet 1954)
- Haveplan med Norske Hus, portnerhus mm. og om- og tilbygning på Sophienholm, Kongens Lyngby (1802-05, fredet)
- Frederikslund, Holte (1804, fredet)
- Øregård, Ørehøj Allé 2, Hellerup (færdigt 1808, fredet)
- Skal have tegnet et projekt til et teater ved Rosenborg Slot

## Litografiske udgivelser
- Jardins irréguliers et maisons de campagne de tous genres et de toutes dimensions exécutés dans differentes contrées de l'Europe et de l'Amérique septentionale par J.R., Paris 1823.
- Parcs et jardins composés et exécutés dans differentes contrées de l'Europe et des tats Unis de l'Amérique par Joseph Ramée. Paris uden år [1837].
- Recueil de cottages et maisons de campagne de tous genres de toutes dimensions composés et exécutées dans differentes contrées de l'Europe et des tats Unis de l'Amérique. Paris uden år [1839].